# Тома Нигер
Тома Нигер (лат. Thomas Niger), (Сплит, око 1450 - Сплит, око 1532) је био хрватски бискуп, дипломата и хуманиста.

## Биографија
Потиче из сплитске грађанске породице, вероватно хрватских корена. Нема података о његовом детињству и образовању, али се верује да је прво образовање стекао у родном граду, а наставак школовања у Падови. Био је учитељ граматике на Хвару и у Сплиту (1491-1494).
Не зна се тачно када је рукоположен, али 1491. у једном писму се помиње као сплитски каноник. Сплитски надбискуп Бернард Зане именовао га је генералним викаром сплитске цркве и на тој функцији је остао до 1512. године.
Био је пријатељ Марка Марулића и хрватског бана Петра Бериславића, који га је поставио за свог секретара и заменика. У овој служби посетио је Свету Столицу, Венецију и цара Карла V, тражећи подршку и помоћ у рату против Турака, који су у то време озбиљно угрожавали Хрватску и Угарску.
Године 1520 именован је за скрадинског бискупа, међутим Скрадин је већ 1522. пао под турску власт те је 1524. постављен за трогирског бискупа. Наредне године напустио је трогирску епархију у корист свог нећака Кристофора, да би обновио своју дипломатску мисију ради прикупљања помоћи за одбрану од Турака.
Пред крај живота повукао се у манастир на Пољуду, где је и сахрањен.

## Књижевност
- Шкунца, Станко Јосип, Тома Нигер Мрчић – дипломата и хуманиста, Пула, 2000.